# Nordwestdeutsche Philharmonie
Die Nordwestdeutsche Philharmonie ist eines von drei nordrhein-westfälischen Landes-Sinfonieorchestern. Es hat seinen Sitz in der ostwestfälischen Stadt Herford.

## Geschichte
Das Orchester wurde 1946 in Bad Pyrmont von ehemaligen Musikern des Linzer Bruckner-Orchesters St. Florian und der Prager Deutschen Philharmonie gegründet. 1950 schloss es sich mit dem zeitgleich entstandenen Herforder Sinfonischen Orchester zusammen. Das neue Ensemble hieß zunächst Städtebund-Symphoniker, bevor 1951 der heutige Name angenommen wurde. Zu den Präsidenten der Nordwestdeutschen Philharmonie gehört der 1914 in Essen geborene Jurist und Herforder Oberstadtdirektor Walter Abel.

## Trägerschaft und Finanzierung
Das Orchester wird durch das Land Nordrhein-Westfalen, einen Trägerverein aus Kommunen und Gebietskörperschaften der Region Ostwestfalen-Lippe und den Landschaftsverband Westfalen-Lippe (Nordwestdeutsche Philharmonie e. V.) finanziert. Mitglieder des Trägervereins sind die Städte Bad Salzuflen, Bünde, Detmold, Herford, Lemgo, Minden und Paderborn sowie die Kreise Herford und Lippe. Außerdem sind vier weitere Gemeinden und ein Kreis fördernde Mitglieder. Drei weitere Kreise aus Ostwestfalen-Lippe sind Zuschussgeber.
Seit 1992 wird die Nordwestdeutsche Philharmonie durch die „Philharmonische Gesellschaft Ostwestfalen-Lippe“ unterstützt.

## Aktivitäten

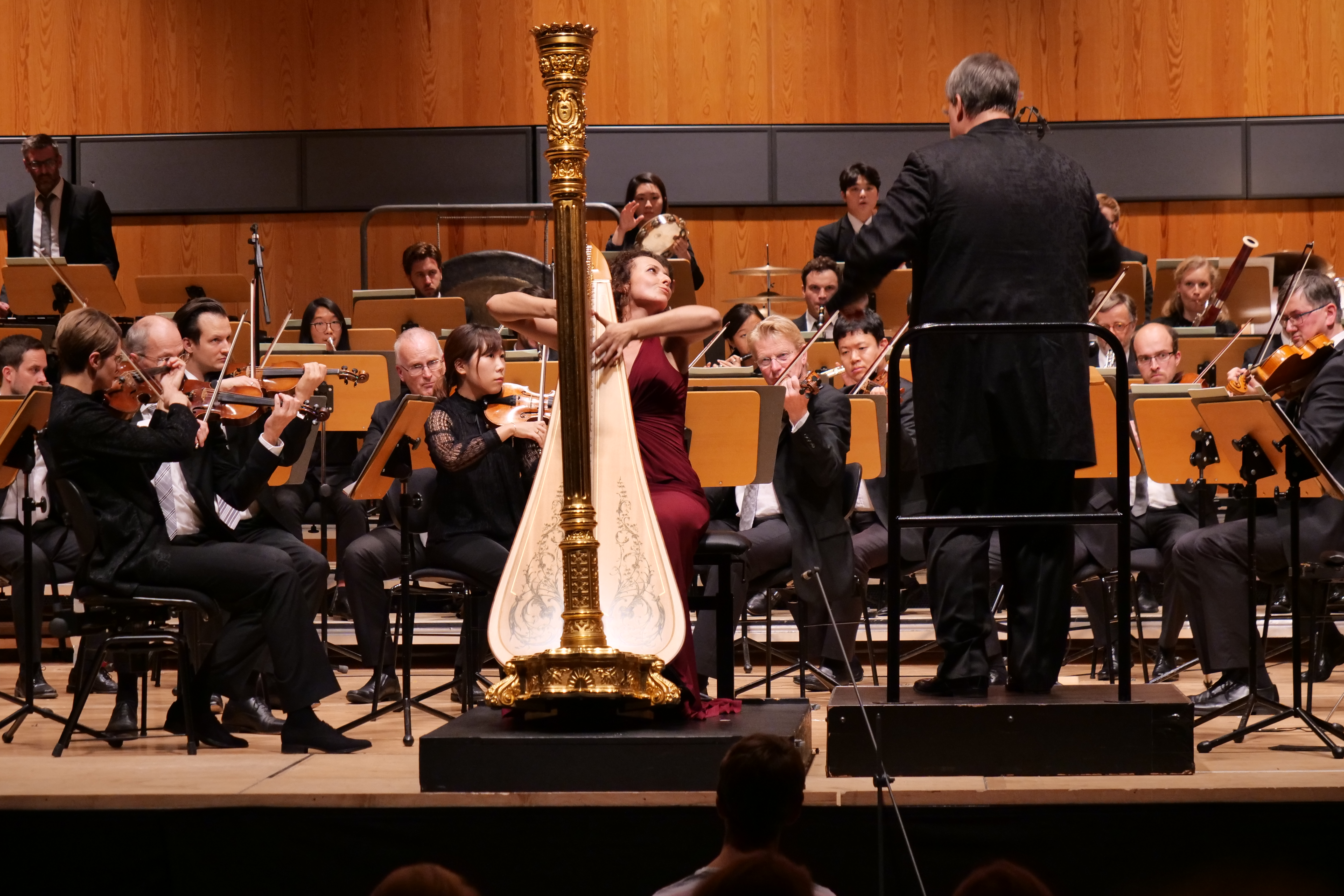
Orchesterkonzert Nordwestdeutsche Philharmonie

Der Haupttätigkeitsbereich des 78-köpfigen Orchesters ist der ostwestfälische Raum, überregional und international tritt es mit jährlich etwa 120 Konzerten in Erscheinung. Im Mittelpunkt stehen die zehn Abonnementkonzerte pro Jahr, die jeweils im Stadtpark Schützenhof Herford, im Konzerthaus Detmold, in der Konzerthalle Bad Salzuflen, in der PaderHalle Paderborn, im Stadttheater Minden und in der Stadthalle Gütersloh aufgeführt werden.
Tourneen erfolgten unter anderem in Japan, den Niederlanden, Italien, Frankreich, Spanien und den USA. Bis heute existieren über 200 Platten- und 40 CD-Einspielungen mit dem Ensemble. Neben der Konzerttätigkeit ist das Orchester mit einem schul- und konzertpädagogischen Programm in der Jugendarbeit tätig.
Auf dem Internet-Klassikportal bachtrack kam die Nordwestdeutsche Philharmonie im Jahr 2019 als das weltweit fleißigste Orchester auf den ersten Platz, wobei die mehr als 130 gespielten Konzerte im In- und Ausland zugrunde gelegt wurden. Bereits seit 2014 belegt das Orchester auf dem Portal einen der vorderen Plätze.

## Studio

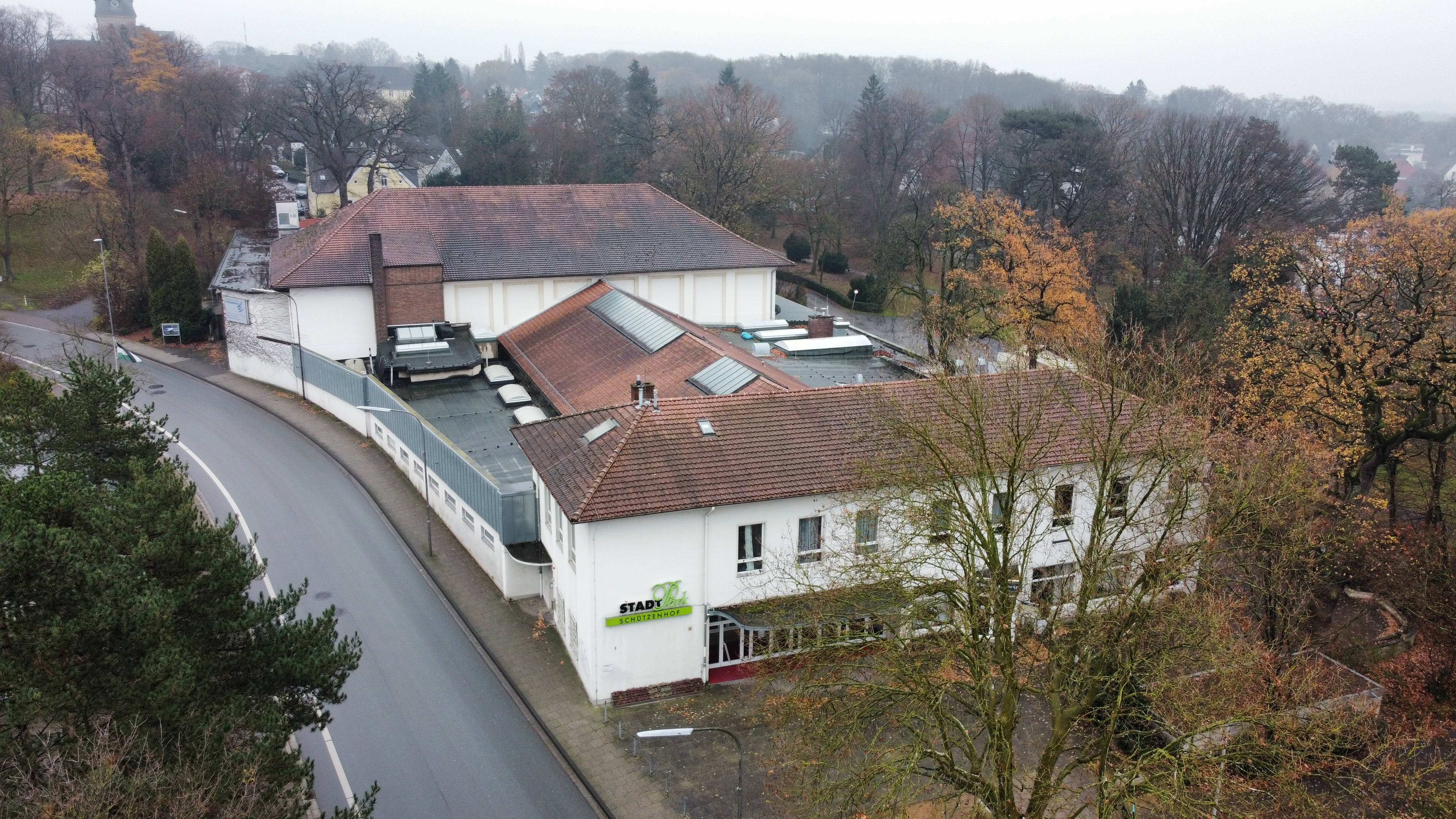
Stadtpark Schützenhof

Probenraum und Sitz des Orchesters befinden sich innerhalb des Stadtpark Schützenhofs auf dem Stiftberg, wo auch die Herforder Konzerte gegeben werden.

## Chefdirigenten
- 1950–1952: Rolf Agop
- 1950–1954: Heinz Schlüter (2. Dirigent)
- 1952–1953: Eugen Papst
- 1953–1955: Wilhelm Schüchter
- 1955–1956: Albert Grünes (erst 2. Dirigent, dann künstlerischer Leiter)
- 1956–1961: Kurt Brass (ständiger Dirigent, ab 1959 Generalmusikdirektor)
- 1959–1960: Hermann Scherchen (Chefdirigent)
- 1961–1963: Hermann Hildebrandt (Chefdirigent)
- 1963–1969: Richard Kraus (Chefdirigent)
- 1969–1971: Werner Andreas Albert (Chefdirigent, 1963–1969 Erster Kapellmeister)
- 1971–1974: Erich Bergel (Chefdirigent)
- 1975–1987: Janos Kulka (Chefdirigent)
- 1987–1991: Alun Francis (Chefdirigent)
- 1992–1998: Michail Jurowski (Generalmusikdirektor)
- 1998–2006: Toshiyuki Kamioka (Generalmusikdirektor)
- 2006–2009: Andris Nelsons (Chefdirigent)
- 2010–2014: Eugene Tzigane (Chefdirigent)[14]
- 2015–2020: Yves Abel (Chefdirigent)[15][16]
- 2021–2024: Jonathon Heyward (Chefdirigent)[17][18]
- seit 2024: Jonathan Bloxham (Chefdirigent)